# 傑瑞·布洛克海默影業
傑瑞·布洛克海默影業是一家美国私人电影制片厂，由傑瑞·布洛克海默于1995年创立。 該公司曾经常与华特迪士尼影片和试金石影业合作制作电影。 傑瑞·布洛克海默影業參與制作了加勒比海盗系列电影。